# Échecs hexagonaux

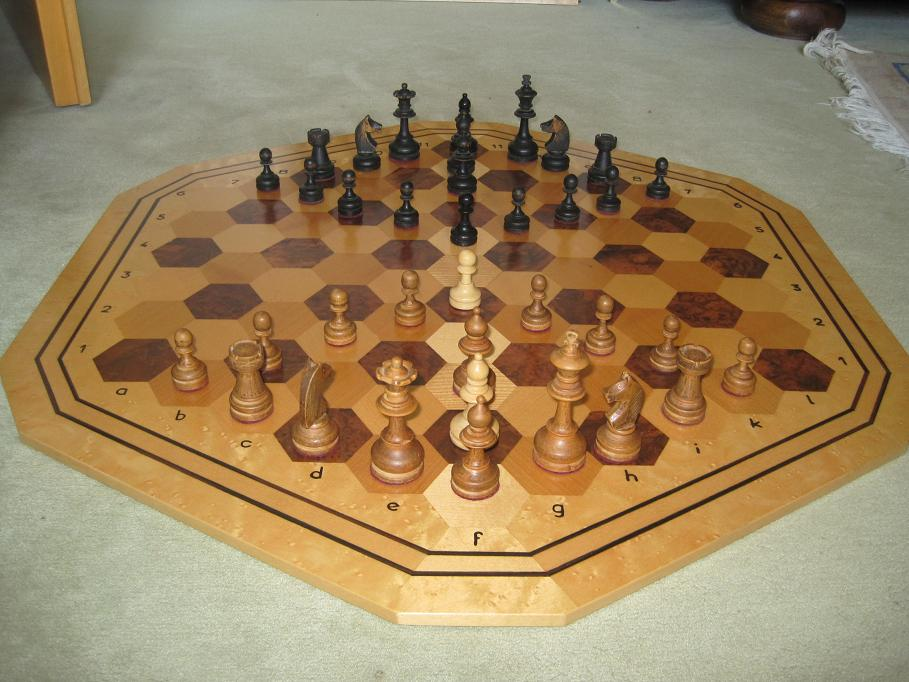
Échiquier hexagonal.

Les échecs hexagonaux sont des variantes du jeu d'échecs jouées sur des échiquiers de forme hexagonale. La majorité des variantes sont jouées sur un échiquier hexagonal de 91 cases. La variante la plus connue sont les échecs hexagonaux de Glinski,.
Puisque chaque case qui n'est pas sur les côtés possède 6 cases adjacentes, les échecs hexagonaux entraînent un nombre accru de possibilités de mouvements par rapport aux échecs conventionnels. En général, trois couleurs différentes sont utilisées pour distinguer les cases entre elles. Certaines variantes se jouent à trois joueurs.

## Histoire
Les premières versions d'échecs hexagonaux remonteraient au milieu du XIXe siècle, bien qu'elles ne semblent pas faire intervenir l'échec et mat comme objectif final.
Les échecs hexagonaux commencent à se répandre au début du XXe siècle, avec la montée de l'utilisation de plateaux de jeu hexagonaux dans divers jeux de plateau stratégiques.

## Variantes

### Échecs hexagonaux de Glinski

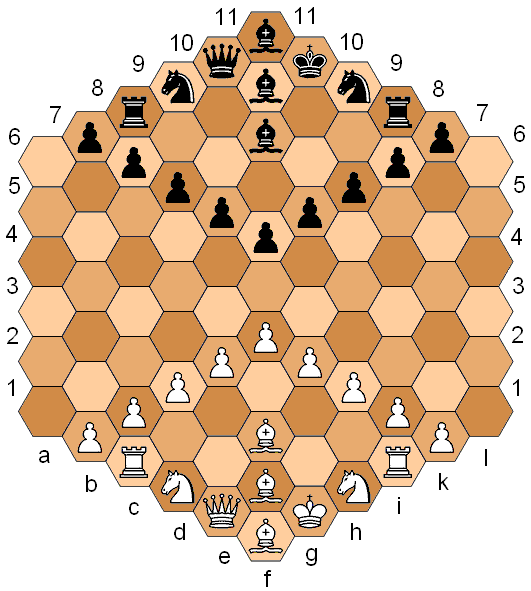
Échecs hexagonaux de Glinski. Position de départ.

#### Chronologie
Les échecs hexagonaux de Glinski, inventés en 1936 par Władysław Gliński (pt), constituent la variante la plus reconnue et la plus jouée. Elle a été très populaire en Europe de l'Est et plus particulièrement en Hongrie et en Pologne allant jusqu'à totaliser plus d'un demi million de joueurs et 130 000 plateaux vendus.
- 1976 :
  - Juin : Premier congrès d'échecs hexagonaux au Bloomsbury Centre Hotel de Londres. On y inaugure la British Hexagonal Chess Federation ainsi que le premier championnat britannique d'échecs hexagonaux (British Hexagonal Chess Championship), remporté par David Springgay.
  - Décembre : Première publication de Hexagonal Chess News.
- 1977 : Les échecs hexagonaux sont le sujet de maintes publications dans les journaux et magazines en Pologne ainsi que dans d'autres pays d'Europe centrale.
  - Décembre : Le deuxième championnat se tient au Clifton-Ford Hotel de Londres. Il est remporté par Brian Rippon.
- 1978 :
  - Janvier : Des activités d'échecs hexagonaux se tiennent en Pologne. Vaste publicité en Europe centrale. `Wspolna Sprawa' produit et vend à faible coût environ 90 000 jeux en 18 mois
  - Septembre : Premiers matchs internationaux. La Pologne affronte le Royaume-Uni à Central Hall, Westminster. L'événement est retransmis par la BBC ainsi que la télévision australienne.
- 1979 :
  - Juillet : Le troisième championnat britannique se tient au Polish Cultural Institute, Londres. Il est remporté par Simon Triggs
- 1980 :
  - Août : Congrès international au Polish Cultural Institute de Londres. On y inaugure l'International Hexagonal Chess Federation.
- 1981 :
  - Septembre : Premier championnat hongrois à Szekszard. Il est remporté par Laszlo Sziraki.
- 1982
  - Avril : Deuxième championnat hongrois à Miskolc. Remporté par Laszlo Rudolf.

#### Déplacement des pièces

Déplacement de la tour.
Déplacement du fou.
Déplacement de la dame.
Déplacement du pion, cases de capture et de promotion.
Déplacement du cavalier.
Déplacement du roi.

#### Principales compétitions
| Année | Lieu                | Médaille d'or     | Médaille d'argent | Médaille de bronze | 4°               |
| ----- | ------------------- | ----------------- | ----------------- | ------------------ | ---------------- |
| 1980  | Londres Royaume-Uni | Marek Markowiak   | Laszlo Rudolf     | Jan Borawski       | Piers Shepperson |
| 1984  | Szekszard Hongrie   | Laszlo Rudolf     | Tichomir Cyarmski | Marek Markowiak    |                  |
| 1986  | Poznań Pologne      | Marek Markowiak   | Laszlo Rudolf     |                    |                  |
| 1989  | Tatabanya Hongrie   | Laszlo Somlai     | Vladimir Nekrasov | Marek Markowiak    | Laszlo Rudolf    |
| 1998  | Tatabanya Hongrie   | Sergey Korchitsky | Marek Markowiak   | Laszlo Rudolf      | Laszlo Bercsek   |

| Année | Lieu              | Médaille d'or                   | Médaille d'argent               | Médaille de bronze | 4° |
| ----- | ----------------- | ------------------------------- | ------------------------------- | ------------------ | -- |
| 1991  | Beijing Chine     | Marek Markowiak & Laszlo Rudolf | Marek Markowiak & Laszlo Rudolf | Jury Garett        |    |
| 1999  | Szekszard Hongrie | Marek Markowiak                 |                                 |                    |    |

### Échecs hexagonaux de McCooey

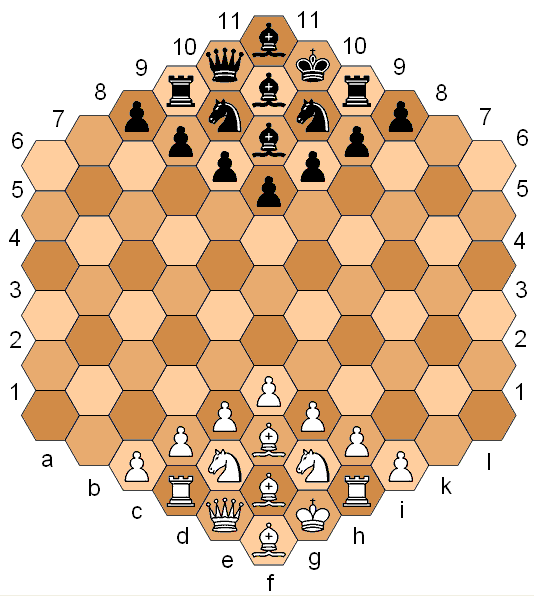
Échecs hexagonaux de McCooey, position de départ.

Les pièces se déplacent comme celles des échecs de Glinski à l'exception des pions, le pion de la colonne f n'ayant pas le droit à un déplacement initial de deux cases.

### Échecs hexagonaux de Shafran

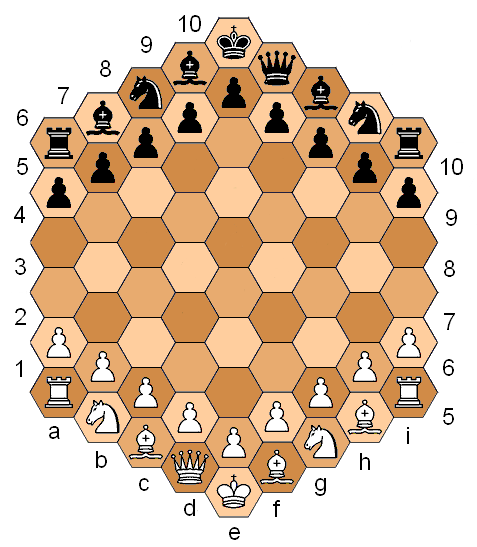
Échecs hexagonaux de Shafran, position de départ.

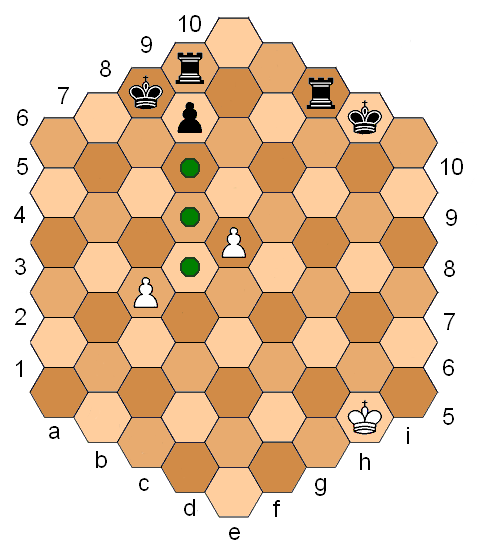
Roque et prise en passant aux échecs de Shafran

Les pièces se déplacent toutes comme aux échecs de Glinski, mis à part le fait que les pions des trois colonnes centrales peuvent avancer de trois cases pour leur premier mouvement.

### Échecs hexagonaux de Brusky

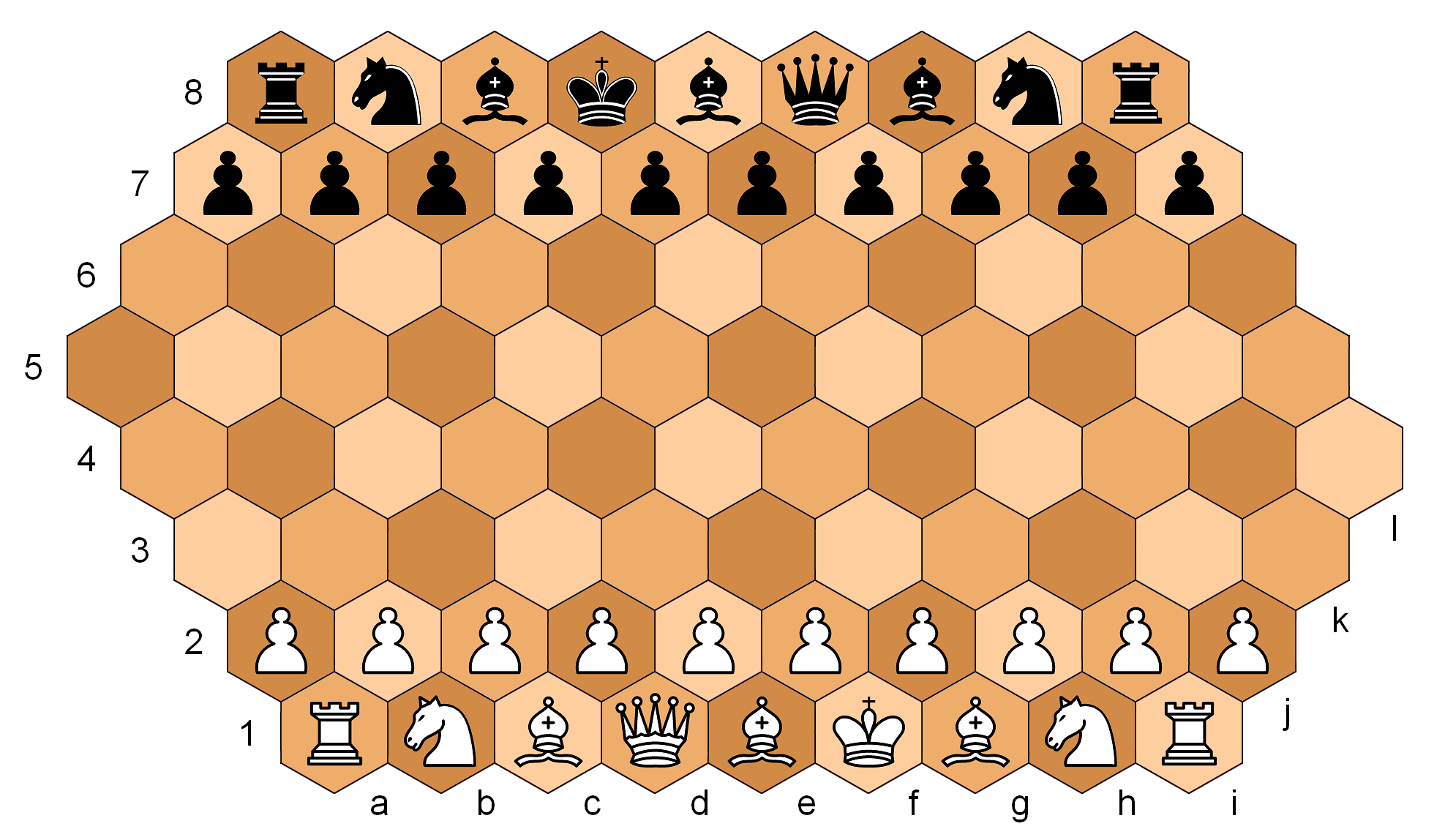
Échecs hexagonaux de Brusky. Position de départ.

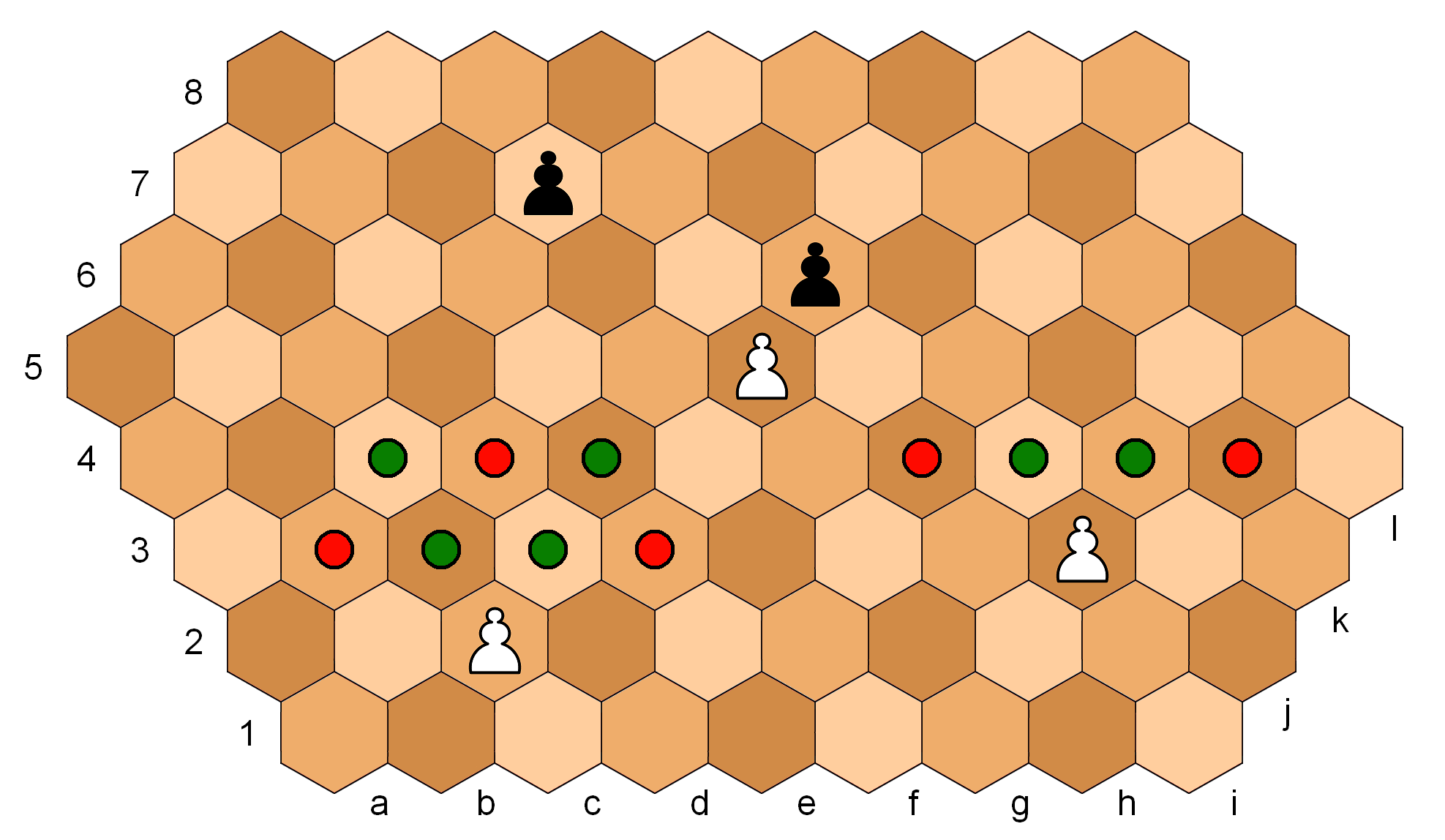
Mouvements possibles du pion (en vert les déplacements, en rouge les captures). Un pion encore sur sa case initiale a plus de coups possibles tant pour capturer que pour simplement avancer.

Cette variante est inventée en 1966 par Yakov Brusky. À l'exception du pion toutes les pièces se déplacent comme aux échecs de Glinski.

### Échecs hexagonaux de de Vasa

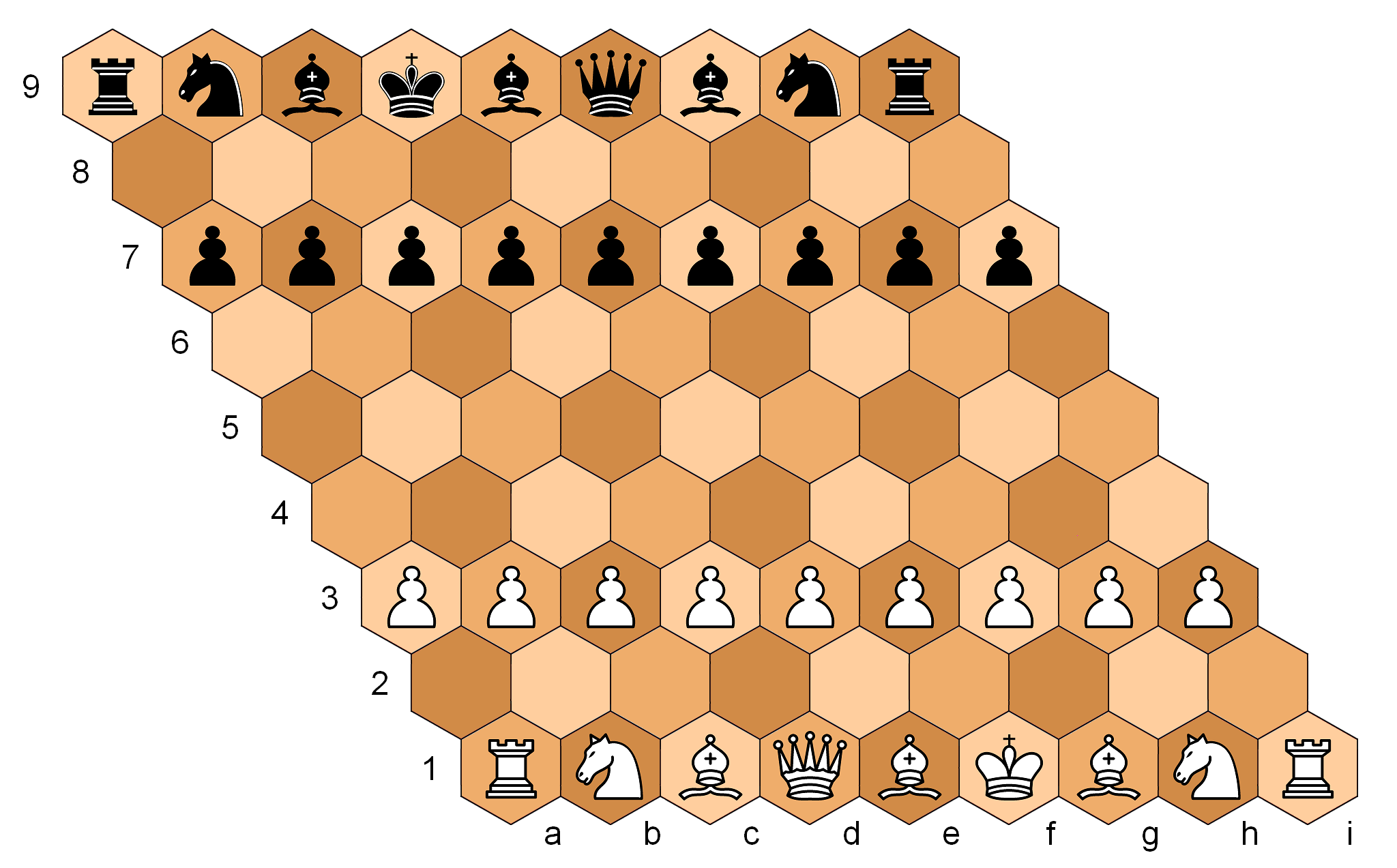
Échecs hexagonaux de de Vasa. Position de départ.

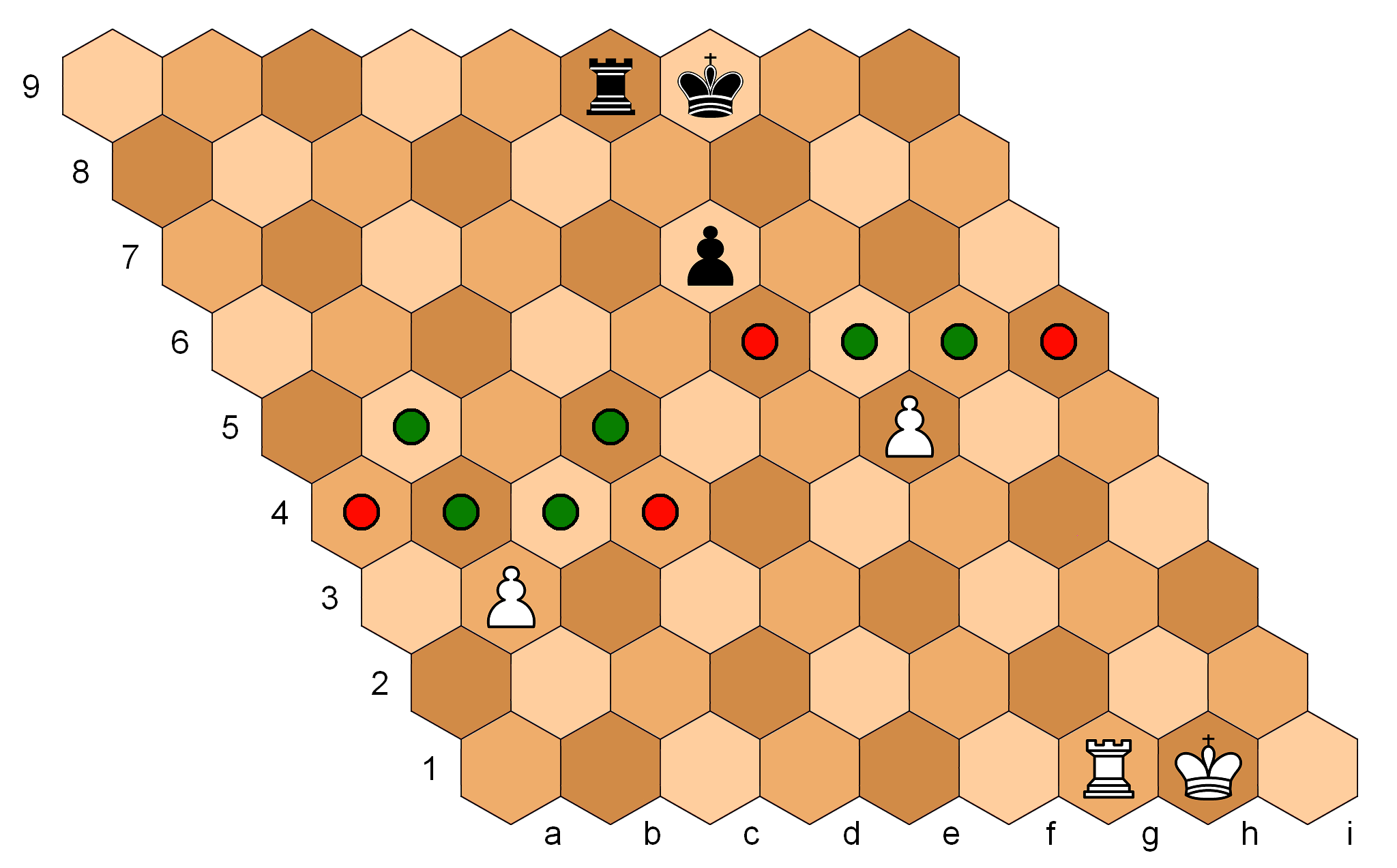
Position illustrant les deux types de roque possibles et les déplacements des pions (en vert, les cases autorisées pour un déplacement simple, en rouge les cases sur lesquelles la capture est possible). Un pion n'ayant pas encore bougé peut avancer de deux cases.

À l'exception des pions, toutes les pièces se déplacent comme aux échecs de Glinski.